# 공립 고마쓰 대학
공립 고마쓰 대학(일본어: 公立小松大学, Komatsu University)은 일본의 공립대학이다.　대학 본부는 이시카와현 고마쓰시에 있다. 2018년 개교하였다.